# Осада Берата (1455)
Осада Берата началась в июле 1455 года, когда албанская армия Скандербега осадила крепость Берат, удерживаемую османскими войсками.

## Исторический фон
Когда Скандербег начал свое восстание, Берат принадлежал албанскому князю Теодору Музаке. Когда в 1449 году Теодор Музака умирал, он послал за Скандербегом, чтобы тот занял его замок от имени Лежской лиги. Скандербег послал албанский отряд во главе с Палом Кукой, который занял замок Берат. Тем временем османский отряд из состава гарнизона в крепости Гирокастра, ночью ворвался на плохо охраняемые стены Берата, перебил албанский гарнизон численностью около 500 солдат, повесил умирающего Теодора Музака и захватил замок. Капитан Пал Кука был взят в плен турками и позже выкуплен. Берат был расположен на важном стратегическом положении, поскольку он контролировал большую часть Южной Албании, а также жизненно важные маршруты снабжения, ведущие в Южную Македонию и Грецию.

## Осада
Скандербег и его войска осадили османский замок и начали обстреливать его с помощью арагонской артиллерии . Затем командующий османским гарнизоном предложил сдать город, если в течение месяца не будет никаких подкреплений. Считая, что ситуация находится под контролем и замок падет, Скандербег с большим отрядом своей армии выступил в направлении Влеры. Хотя он и обучал своих командиров, Скандербег никогда не мог поднять их до своего уровня знаний в военном деле. Его формальное обучение и опыт службы в Анатолии и его служба в османской армии. Османская армия оказалась ценной школой для лидера албанского сопротивления против османов.
Во главе оставшейся части он оставил своего шурина Карла Музаку Топиа, так как Берат ранее принадлежал семье Музаки. После успешной бомбардировки османский командир гарнизона согласился передать ключи от замка, если султан не пришлет подкрепление в течение определённого времени. Это была уловка, чтобы обмануть албанские силы в ложном чувстве безопасности и задержать любые действия, давая время для прибытия подкреплений.

## Битва
Султан Мехмед Завоеватель отправил армию в 20 000 человек во главе с Иса-беем Эвренос-оглу. Эти подкрепления застали албанскую армию врасплох в середине июля 1455 года. Только один албанский полководец, Врана Конти (Конт Урани), сумел противостоять первоначальному натиску турок и отбросил назад несколько атакующих волн. Однако когда Скандербег вернулся, османская армия была отбита и разгромлена. Но албанцы были истощены, и их число сократилось до такой степени, что осада уже не могла продолжаться.
Погибло более 5 тысяч воинов Скандербега, в том числе 800 человек из неаполитанского контингента численностью в 1000 человек от Альфонсо V в качестве экспертов по разрушению, артиллерии и осадной войне . Командир осады, Музака Топия, также погиб во время боя.

## Последствия
Самого Скандербега в сражении не было, он двинулся на юго-запад, чтобы проверить маршруты движения на Влёру и предотвратить возможную внезапную атаку тамошнего гарнизона. Узнав об этом, он бросился назад, но к моменту его прибытия сражение уже закончилось. Итальянские хроники того времени описывают Скандербега как совершающего подвиги храбрости «с мечом и булавой» и что многие были обязаны своей жизнью его своевременному вмешательству. Результаты осады Берата были катастрофичны и сильно уменьшили албанское сопротивление на некоторое время. Берат остался в руках турок-османов и никогда больше не будет взят Лежской лигой.